# Vacanță în Las Vegas
Vacanță în Las Vegas (în engleză Vegas Vacation) este un film de comedie american din 1997, regizat de Stephen Kessler și avându-i un rolurile principale pe Chevy Chase și Beverly D'Angelo. Acesta este cel de-al patrulea film din seria National Lampoon's Vacation centrată în jurul familiei fictive Griswold, după O vacanță de tot râsul, Vacanță prin Europa și Un Crăciun de neuitat. Chevy Chase reia rolul lui Clark W. Griswold, capul familiei. Filmul s-a clasat pe locul 4 la box office în primul week-end și a adus încasări de peste 36,4 milioane $ pe piața internă. El este singurul film din seria Vacation care nu conține marca National Lampoon în titlu.

## Rezumat
La serviciu, Clark Griswold (Chevy Chase) a inventat un nou conservant alimentar, ceea ce i-a adus un cec bonus mare. Clark își anunță familia că îi ia într-o vacanță. Entuziasmul dispare, totuși, atunci când Clark le spune că îi va duce în Las Vegas, Nevada. Soția lui, Ellen (Beverly D'Angelo), și fiica adolescentă, Audrey (Marisol Nichols), au îndoieli pentru că Las Vegas-ul nu este cunoscut pentru atmosfera prietenoasă față de familii, în timp ce fiul adolescent Rusty (Ethan Embry) pare să fie mai dornic, întrebând chiar  dacă prostituția este legală acolo. Pe drumul spre Las Vegas, ei se intersectează cu "fata cu Ferrari-ul roșu" (Christie Brinkley), care a apărut în primul film, dar Clark este singurul care o vede, el observând apoi că ea are un copil.
După sosirea în Las Vegas, familia trece printr-o serie de aventuri și de ghinioane. Clark se întâlnește cu vărul Eddie (Randy Quaid), soțul verișoarei lui Ellen, Catherine (Miriam Flynn). Eddie și familia sa locuiesc acum în deșertul de la nord de Las Vegas, pe locul unde a fost testată bomba cu hidrogen. În timp ce fac un tur de grup al giganticului Baraj Hoover, Clark se pierde de grup după ce creează în mod accidental o scurgere de apă în interiorul barajului și este forțat să urce schela care duce la partea de sus a barajului pentru a ieși, pentru că strigătele lui de ajutor nu pot fi auzite din cauza zgomotelor produse de apa în cădere. Mai târziu în acea noapte, ei câștigă bilete la un spectacol al lui Siegfried & Roy. Clark este implicat în spectacol și este transformat într-un tigru, iar la final el este transformat înapoi în om. În noaptea următoare, le sunt trimise în cameră bilete la un concert al lui Wayne Newton și o rochie pentru Ellen. Ei merg la concert și își dau seama că Newton a trimis rochia, iar în timp ce cântă el o invită pe Ellen să urce pe scenă și să cânte cu el.
A doua zi, familia merge să mănânce, dar cei patru decid să meargă să se distreze fiecare pe cont propriu. Clark merge la un cazinou și devine dependent de jocurile de noroc (în special de blackjack, pierzând în fața unui dealer zelos, care se bucură mult de ghinionul lui Clark), Rusty face rost de un act de identitate fals și devine un mare câștigător la ruletă (luându-și numele "Nick Pappagiorgio"), Audrey merge să se distreze cu fiica lui Eddie, stripteuza Vickie (Shae D'Lyn) (și îi agață pe imitatorii lui The Beatles și pe prietenii lui Vickie), iar Ellen devine dependentă de Wayne Newton, care pare să aibă sentimente față de Ellen și să-l facă gelos pe Clark.
Între timp, după ce Clark pierde la jocurile de noroc suma de 22.600 de dolari din contul bancar al familiei, Ellen află și îi spune lui Clark că el le ruinează vacanța și pleacă, apoi Russ și Audrey pleacă și ei. Russ joacă jocuri de noroc (are mai mult succes la aceasta decât Clark) având ca premii autoturisme, Ellen merge să mănânce cu Wayne Newton, și Audrey merge la un club de striptease cu Vickie și începe să danseze ca stripteuză, lăsându-l pe Clark singur, fără bani. Eddie - care are bani îngropat în curtea din fața casei - încearcă să vină în ajutorul familiei Griswold și le dă bani. Clark și Eddie merg la un cazino local pentru a obține banii înapoi, dar Clark pierde și banii lui Eddie.
Clark se duce apoi și o găsește pe Ellen în casa lui Newton, înainte ca el să o sărute pe Ellen, și îi cere scuze. Ei merg la o petrecere unde îl găsesc pe Russ într-un jacuzzi, înconjurat de fete, apoi la un club de strip-tease de unde o iau pe Audrey. Familia Griswold joacă ultimii doi dolari la un joc de Keno. Ei iau loc lângă un bărbat mai în vârstă (Sid Caesar într-o scurtă apariție), care îl felicită pe Clark pentru familia sa încântătoare și îi spune că el a fost singur în toată viața lui. Simțindu-se vinovat, Clark îi spune omului să se considere el însuși un membru al familiei Griswold în acea noapte. Omul acceptă cu bucurie cuvintele lui Clark, iar jocul începe. La început, membrii familiei Griswold sunt plini de speranță, dar își dau seama că au pierdut deja jocul. Dintr-o dată, omul de lângă ei le spune bucuros că el a câștigat jocul. În timp ce el continuă să-și exprime bucuria, i se face rău și Ellen îl trimite pe Rusty după ajutor. El se trezește o dată și îi șoptește un mesaj lui Clark, înainte de a scăpa din mână biletul câștigător și a leșina din nou.
Clark, nedumerit, îi spune lui Ellen că omul a zis "ia biletul". Când ajung agenții de pază ai cazinoului și paramedicii, ei declară oficial că omul este mort. Ei le spun celor din familia Griswold că numele său era Ellis și au comentat că acela era cel mai singur om din lume, care și-ar fi dat întreaga avere doar pentru a avea o familie. În timp ce dl. Ellis este luat de acolo, un om de serviciu se apropie cu un aspirator; Clark pune piciorul pe biletul câștigător de pe podea și îl trage din fața aspiratorului. Devenind câștigători la loterie, Clark și Ellen se recăsătoresc (Russ este cavalerul de onoare al lui Clark și Audrey este domnișoara de onoare a lui Ellen.) Ulterior, Clark îi dă lui Eddie un teanc mare de bani (Eddie poate fi auzit spunând 5.000 dolari după numărarea banilor din teanc) și îi spune că "am fost foarte norocoși noaptea trecută". Ei pornesc toți patru spre casă cu cele patru mașini câștigate de Rusty la aparatele de slot: un Dodge Viper, un Ford Mustang, un Hummer H1 și un Ford Aspire.

## Distribuție
- Chevy Chase - Clark Griswold
- Beverly D'Angelo - Ellen Griswold
- Marisol Nichols - Audrey Griswold
- Ethan Embry - Russell "Rusty" Griswold
- Randy Quaid - vărul Eddie
- Miriam Flynn - verișoara Catherine
- Shae D'Lyn - verișoara Vicki
- Wallace Shawn - Marty
- Julia Sweeney - angajata de la oficiul hotelului Mirage

### Scurte apariții
- Wayne Newton - el-însuși
- Siegfried & Roy - ei-înșiși
- Toby Huss - tânărul imitator al lui Frank Sinatra /vânzătorul de acte false
- Christie Brinkley - "Fata din Ferrari-ul roșu" din primul film
- Sid Caesar - dl. Ellis
- Jerry Weintraub - "Gilly from Philly"

## Producție
The Mirage Resort din Las Vegas Strip a fost o locație principală de filmare pentru acest film. El a fost filmat în plin sezon turistic, de la mijlocul lunii iunie și până pe la sfârșitul lunii septembrie 1996. Mai multe cadre ale filmului sunt filmate la Shenandoah, casa artistului Wayne Newton, care, de asemenea, apare în film.
Nichols și Embry au devenit cel de-al patrulea cuplu diferit de actori care i-au interpretat pe copiii Griswold, Audrey și Rusty. Acest fapt este menționat la începutul filmului când Clark Griswold comentează că el își recunoaște cu greu copiii. Rolul Huss a fost similar cu cel dintr-o serie de reclame de la MTV de la începutul anilor 1990 în care Huss era prezentat ca un cântăreț din Las Vegas.
Acesta a fost singurul film din seria Vacation care a primit un rating PG. Primul film a fost evaluat R, dar cele două continuări (Vacanță prin Europa și Un Crăciun de neuitat) au primit ratingul PG-13. Nu există în acest film un limbaj și situații vulgare / sexuale ca în filmele anterioare.

## Recepție critică
Filmul a primit comentarii negative. El are un rating "putred" de 13% pe Rotten Tomatoes bazat pe 30 de opinii și un scor mediu ponderat de 20 din 100 peMetacritic. Cu toate acestea, filmul a primit un rating C+ pe Box Office Mojo și un scor de 5,6 pe Internet Movie Database.
În ciuda recenziilor slăbuțe, Vacanță în Las Vegas a avut succes la încasările de casete și la difuzarea la televiziune. 